# ビアンカ・ファレラ
ビアンカ・ファレラ（Bianca Farella、1992年4月10日 - ）は、カナダの女子ラグビー選手。

## プロフィール
- カナダ・モントリオール出身[1]。
- ポジションはウィング(WTB)。
- 身長 173cm、体重 74kg

## 略歴
2016年、リオ五輪の7人制女子カナダ代表に選ばれて銅メダルを獲得。
そして2021年、東京五輪の7人制女子カナダ代表に選ばれた。